# Kostelec (Plzeň)
Kostelec è un comune della Repubblica Ceca facente parte del distretto di Tachov, nella regione di Plzeň.

## Galleria d'immagini

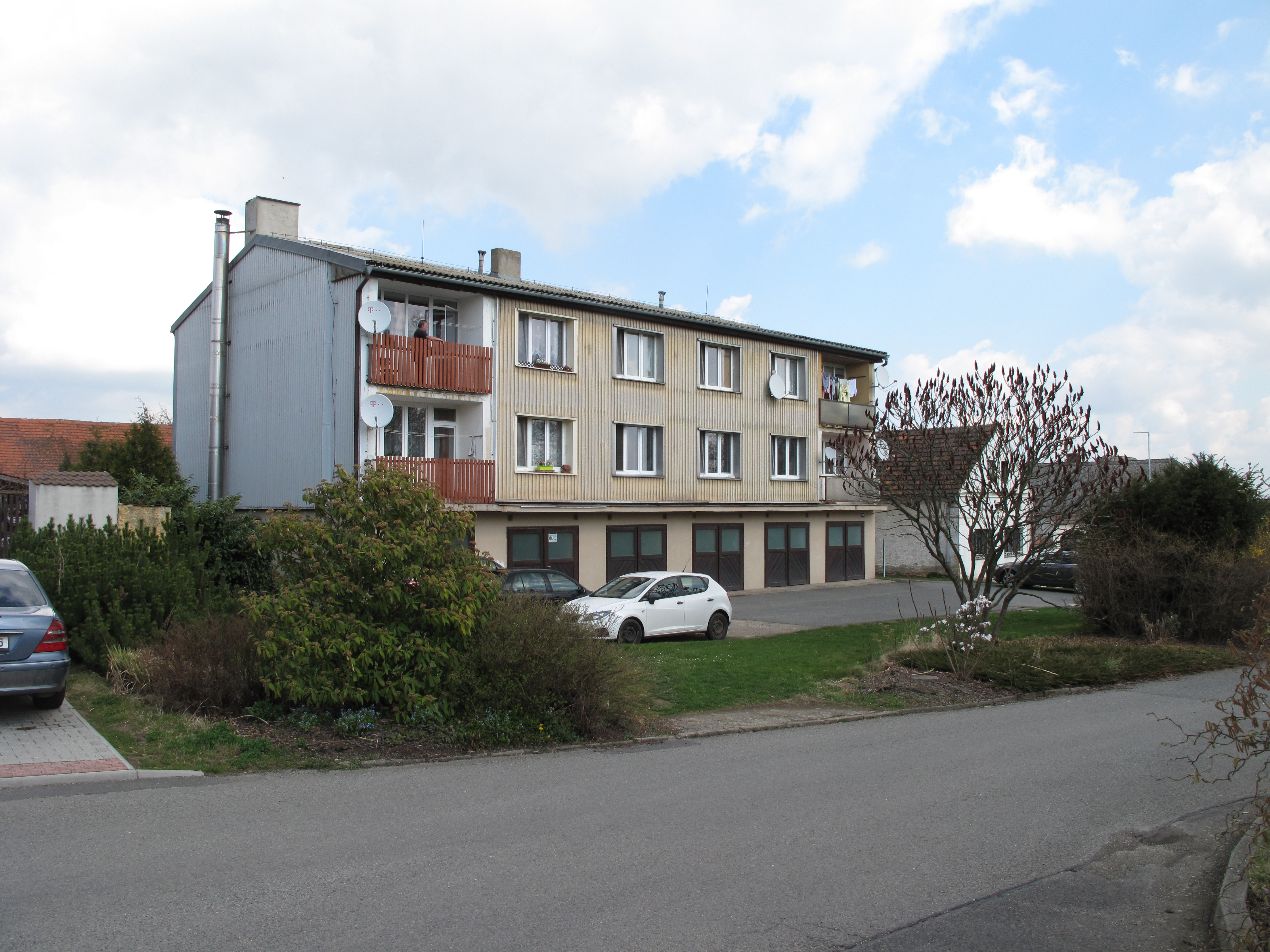
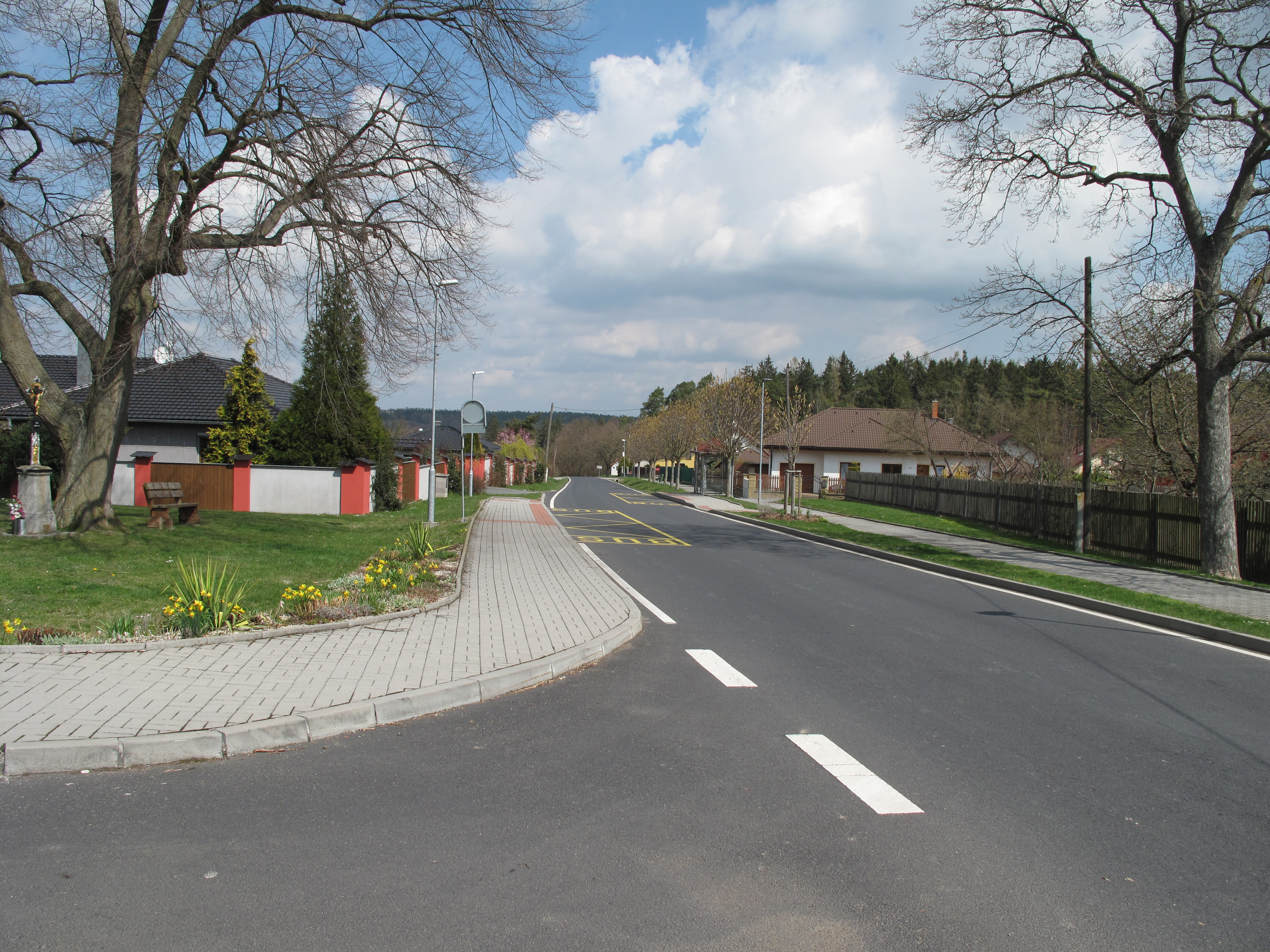
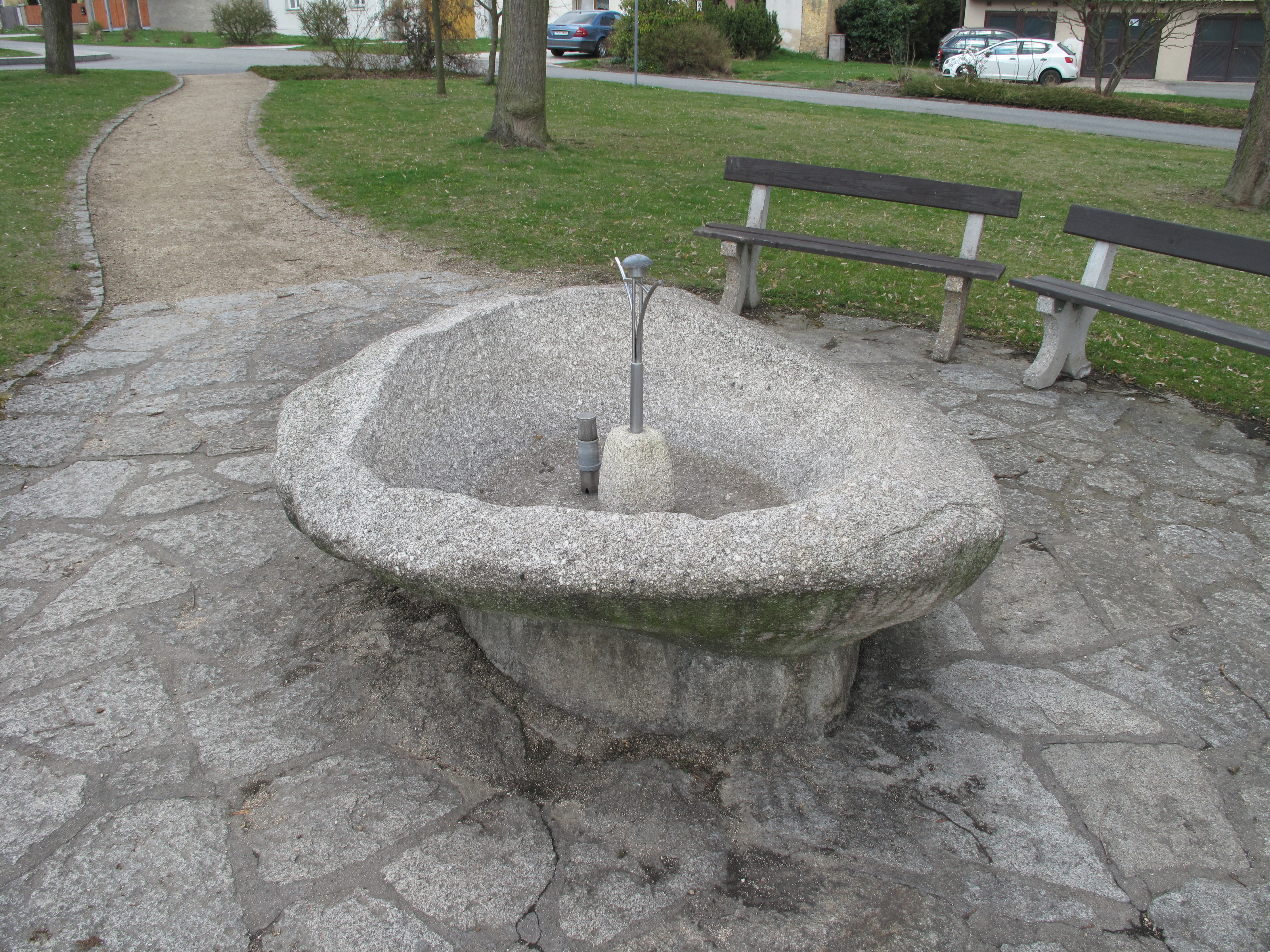